# گیش‌ماهی‌های گرمسیری
گیش‌ماهی‌های گرمسیری (نام علمی: Carangoides) نام یک سرده از تیره گیش‌ماهیان است.